# Dunărea Galați în sezonul 2002-2003
Sezonul 2002-2003  este penultimul sezon pentru Dunărea Galați în liga a III-a. Echipa nu reușeste nici de această dată promovarea în liga a II-a, dar sezonul următor 2003-2004 este cu noroc! deoarece este instalat pe banca tehnică Mihai Ciobanu care ajută echipa să promoveze în liga a II-a!. Marius Stan pleacă după două sezoane ca conducător al echipei! la FC Vaslui grupare pe care o formează dintr-o fostă echipă din Galați, Victoria care activa în liga a III-a, din spusese lui Marius Stan majoritatea jucătorilor erau din Galați dar și din alte zone ale țării erau contactați luați apoi de pe stradă și aduși la echipă ulterior după aceea, acest sezon este pregătit de Mihai Ciobanu!.

## Echipă
| Nr. |         | Poziție | Jucător             |
| --- | ------- | ------- | ------------------- |
| -   | România | P       | Iulian Olteanu      |
| -   | România | P       | Alexandru Tănășilă  |
| -   | România | F       | Sorin Chirciu       |
| -   | România | F       | Sorin Haraga        |
| -   | România | F       | Sorin Bălan         |
| -   | România | F       | Manuel Amarandei    |
| -   | România | F       | Bogdan Anghelinei   |
| -   | România | F       | Fani Hărăianu       |
| -   | România | F       | Adrian Ariton       |
| -   | România | F       | Adrian Silian       |
| -   | România | F       | Jean Bozga          |
| -   | România | F       | Aurelian Brașoveanu |
| -   | România | M       | Florin Cramer       |
| -   | România | M       | Valentin Stan       |
| -   | România | M       | Alin Pânzaru        |
| -   | România | M       | Adrian Negraru      |
| -   | România | M       | Marian Nejneru      |
| -   | România | M       | Alexandru Bourceanu |
| -   | România | M       | Viorel Zain         |
| -   | România | A       | Marius Matei        |
| -   | România | A       | Cristian Strelțov   |
| -   | România | A       | Sorin Drăgan        |
| -   | România | A       | Aurelian Podașcă    |
| -   | România | A       | Eduard Șotrocan     |

## Transferuri

### Sosiri
| Post | Jucător     | De la echipa  | Suma de transfer  | Dată |  | ---- |
| ---- | ----------- | ------------- | ----------------- | ---- |  | ---- |
| M    | Viorel Zain | Oțelul Galați | liber de contract | -    |  |      |

### Plecări
| Post | Jucător           | De la echipa     | Suma de transfer  | Dată |  | ---- |
| ---- | ----------------- | ---------------- | ----------------- | ---- |  | ---- |
| F    | Sorin Haraga      | FC Vaslui        | liber de contract | -    |  |      |
| M    | Daniel Orac       | Steaua București | liber de contract | -    |  |      |
| F    | Bogdan Anghelinei | FC Vaslui        | liber de contract | -    |  |      |
| F    | Fani Hărăianu     | FC Vaslui        | liber de contract | -    |  |      |
| F    | Manuel Amarandei  | FC Vaslui        | liber de contract | -    |  |      |
| M    | Viorel Zain       | SSV Höchstädt    | liber de contract | -    |  |      |

Clasamentul după 28 de etape se prezintă astfel:

## Seria III

### Rezultate
| Victorii | Egaluri | Înfrângeri | Cea mai mare victorie | Cea mai mare înfrangere |

### Sezon intern
| 1  | AS Voluntari             | Dunărea Galați           |  | 0-3 |
| 2  | Dunărea Galați           | AS Ambianța Valea Ciorii |  | 1-0 |
| 3  | Tricolorul Breaza        | Dunărea Galați           |  | 2-0 |
| 4  | Dunărea Galați           | Turistul Pietroasa Haleș |  | 0-1 |
| 5  | Petrolul Brăila          | Dunărea Galați           |  | 1-2 |
| 6  | Dunărea Galați           | Conpet Ploiești          |  | 0-0 |
| 7  | Chimia Brazi             | Dunărea Galați           |  | 3-2 |
| 8  | Dunărea Galați           | Petrolul Berca           |  | 1-2 |
| 9  | Unirea Urziceni          | Dunărea Galați           |  | 1-0 |
| 10 | Olimpia Râmnicu Sărat    | Dunărea Galați           |  | 2-1 |
| 11 | Dunărea Galați           | Poiana Câmpina           |  | 0-0 |
| 12 | Tractorul Brașov         | Dunărea Galați           |  | 2-1 |
| 13 | Dunărea Galați           | Prodeftiki Adjud         |  | 2-0 |
| 14 | Petrolistul Boldești     | Dunărea Galați           |  | 3-1 |
| 15 | Dunărea Galați           | Metalul Băicoi           |  | 3-1 |
| 16 | Dunărea Galați           | AS Voluntari             |  | 3-0 |
| 17 | Dunărea Galați           | Tricolorul Breaza        |  | 3-0 |
| 18 | Turistul Pietroasa Haleș | Dunărea Galați           |  | 1-1 |
| 19 | Dunărea Galați           | Petrolul Brăila          |  | 2-0 |
| 20 | Conpet Ploiești          | Dunărea Galați           |  | 2-0 |
| 26 | Poiana Câmpina           | Dunărea Galați           |  | 2-1 |
| 27 | Dunărea Galați           | Tractorul Brașov         |  | 0-1 |
| 28 | Prodeftiki Adjud         | Dunărea Galați           |  | 0-4 |
| 29 | Dunărea Galați           | Petrolistul Boldești     |  | 1-1 |
| 30 | Metalul Băicoi           | Dunărea Galați           |  | 3-1 |